# 269 Life France
Ne doit pas être confondu avec 269 Libération animale.
269 Life France est une association à but non lucratif de défense des droits des animaux, créée le 24 octobre 2015. Ce mouvement s'inscrit dans le mouvement antispéciste.

## Objectifs
269 Life France dit militer pour la reconnaissance des intérêts fondamentaux de tous les êtres sensibles, sans discrimination arbitraire, et a pour objectifs la défense de la cause animale, l'information et la sensibilisation du public à l'exploitation et l'oppression animales par le biais d'actions et happenings, ainsi que la promotion d'un mode de vie respectueux des animaux le véganisme,,. Les militants de 269 Life France se réclament des mouvements antispéciste,, et abolitionniste,.

## Historique

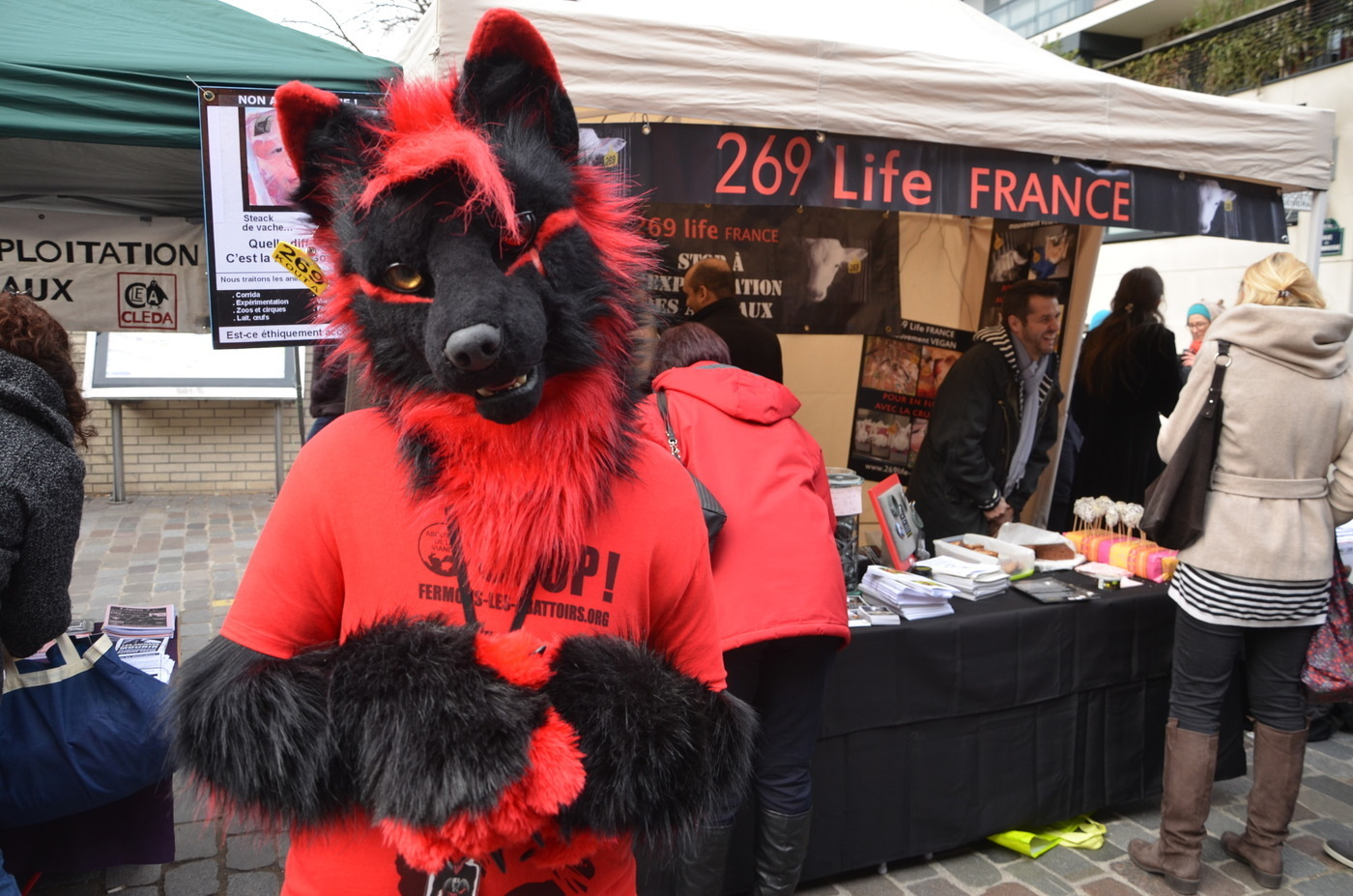
Stand de 269 Life France lors d'un village de Noël végan à Paris, le 21 décembre 2013.

Créé en 2012 en Israël, le collectif antispéciste 269 Life tire son nom du numéro attribué à un veau (en) sauvé des abattoirs. Rapidement, de nombreux collectifs reprenant la charte graphique et bénéficiant d'une patente se créent dans plus de 40 pays à travers le monde, notamment en France en décembre 2012,,. Après son implémentation en France, le collectif se scinde en deux associations complètement indépendantes : 269 Life France qui représente le « canal historique » jugé plus mesuré, alors que 269 Libération animale « revendique de son côté l’activisme politique, la désobéissance civile et l’action directe »,.
Le 26 septembre 2015, sur la place du Palais-Royal à Paris, le collectif dénonce l'exploitation animale et plus particulièrement les abattages d'animaux et la cruauté régnant dans les abattoirs, à travers une mise en scène représentant un abattoir à ciel ouvert.
Le 20 août 2016, 269 Life France organise au cœur de Nancy une action choc sous la forme d'une « boucherie humaine » à ciel ouvert, afin de dénoncer la manière et les raisons de tuer les animaux.
Le 30 mars 2019, à l'occasion de la journée mondiale pour la fin de la pêche (initiative créée en 2017 par une association suisse antispéciste), quatre militants de l'association réalisent un sit-in sur une place de Strasbourg, un hameçon planté dans la joue pour dénoncer la souffrance des poissons,.
Le 26 septembre 2019, date en référence au nom de l'association (26-9), l'association L269 lance une campagne d'affichage dans plusieurs villes, établissant un comparatif direct entre les abattoirs et les centres d'extermination nazis. 
Le 26 octobre 2019, entre 40 et 80 militants de 269 Life France manifestent devant le cirque Arlette Gruss, à Nancy, afin de sensibiliser le public à ce qu’ils considèrent comme une exploitation infondée et non naturelle des animaux,. Les dirigeants du cirque évoquent un combat injuste.

## Suites judiciaires
En juin 2019, deux militants de 269 Life France, reconnus coupables d’avoir participé à une action perpétrée contre un boucher bio et son étal du marché Saint-Quentin début mai 2019, sont condamnés par le tribunal correctionnel de Paris à respectivement six mois de prison avec sursis pour « dégradations et violences en réunion », et à trois mois de prison avec sursis pour « dégradations en réunion », ainsi qu'à des dommages et intérêts,. Les militants reconnaissent avoir versé du faux sang sur l'étal et la marchandise du boucher, mais rejettent les accusations de violences.